# Ibiza (by)
Ibiza (catalansk: Eivissa) er en by og kommune i det østlige Spanien på øen Ibiza i provinsen De Baleariske Øer. Den har et indbyggertal på 53.717 (2024) indbyggere.